# ISO 6346

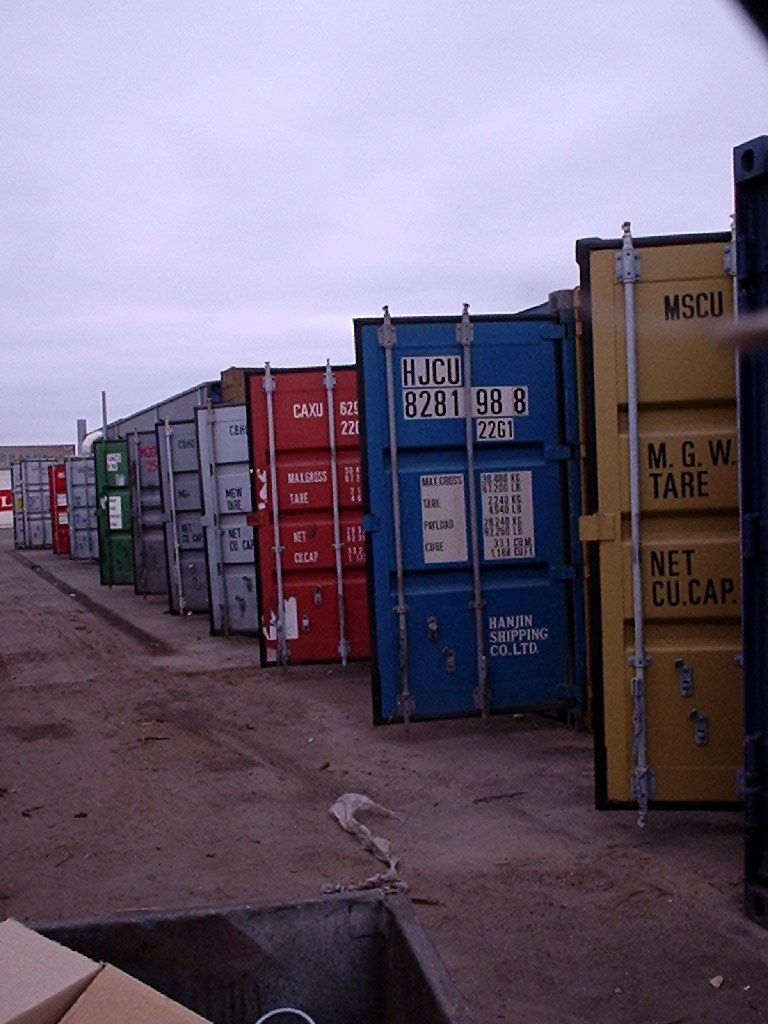
Exempel ISO-koder,dimensioner och vikter på flera nytvättade containrar

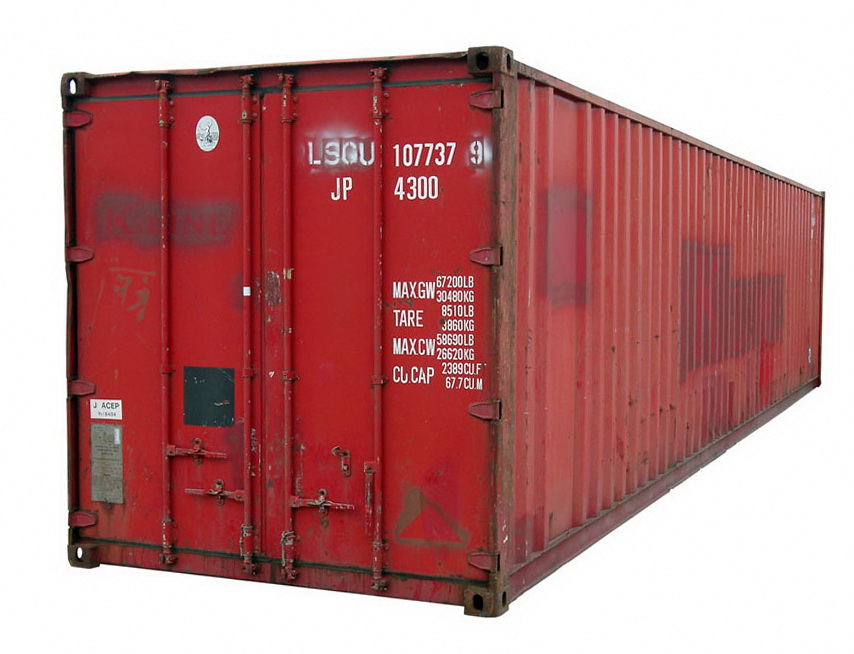
Exempel på märkning med den äldre standarden för storlek och typ

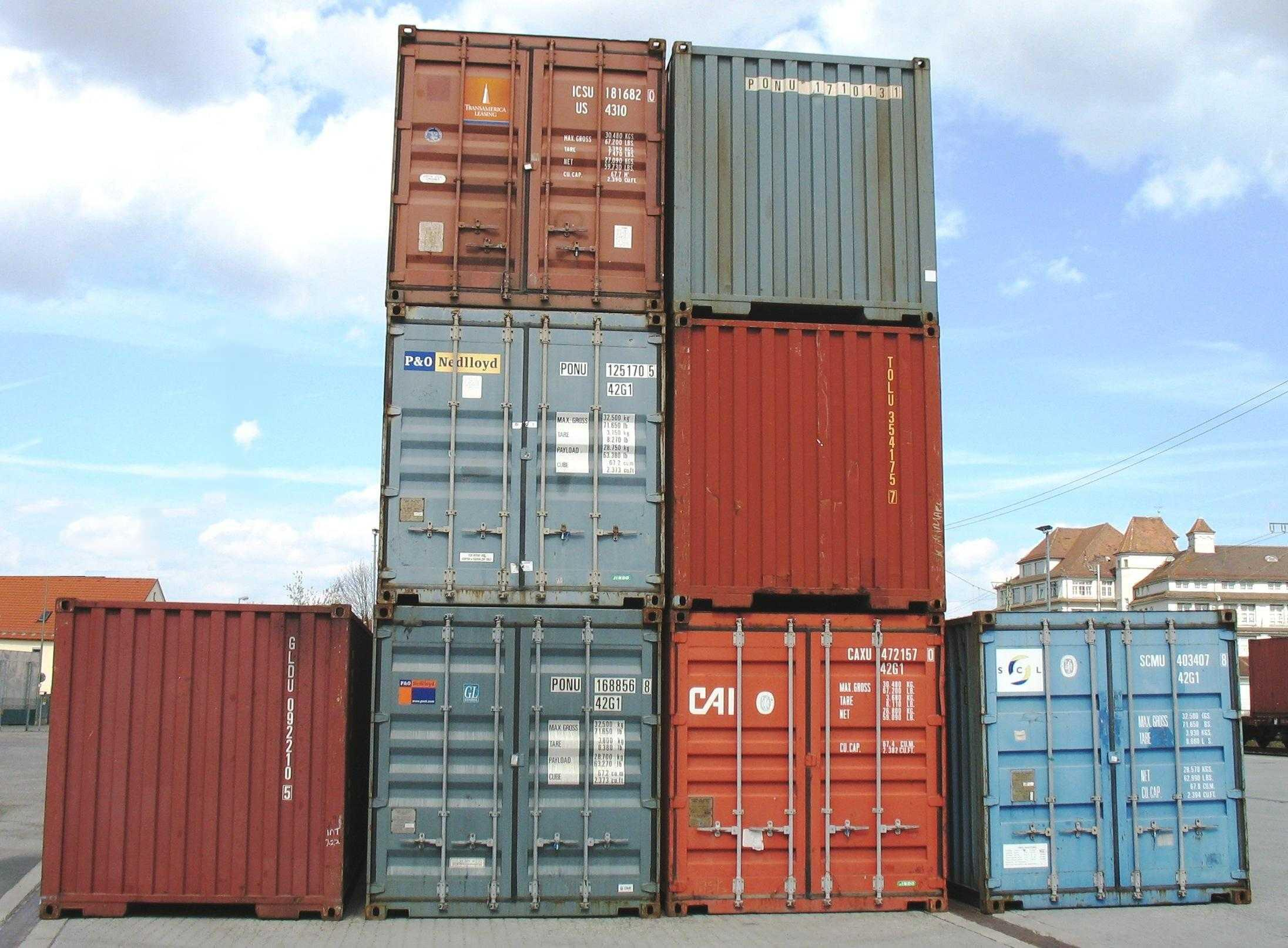
Fler exempel på märkning

ISO 6346 (ISO 6346:1995) är en standard för märkning av ISO-containrar. Standarden beskriver hur containrar ska märkas med ägaridentitet, serienummer, mått och vikter samt andra standardiserade märkningar.

## Exempel på märkning
Märkning kan skrivas både horisontellt och vertikal enligt vissa givna regler. Exempel på horisontell märkning.
| Ägarkod |             | Kontrollsiffra |
|         | Serienummer |                |
| ACMU    | 004321      | \| 6 \|        |
| SE      | 42G0        |                |
| 6       |             |                |

| Landskod |  | Storlek och Typkod |

Exempel på vertikal märkning
| Ägarkod        | A       | 4 | Storlek och Typkod |
|                | C       | 2 |                    |
|                | M       | G |                    |
|                | U       | 0 |                    |
| Serienummer    | 0       |   |                    |
|                | 0       |   |                    |
|                | 4       |   |                    |
|                | 3       |   |                    |
|                | 2       |   |                    |
|                | 1       |   |                    |
| Kontrollsiffra | \| 6 \| |   |                    |
| 6              |         |   |                    |

## Ägaridentitet
Ägarkoden består av tre bokstäver samt en typkod på ett tecken.
Ägarkoden skall vara registrerad hos International des Containers et du Transport Intermodal (B.I.C.) vilket är en internationell organisation som handhar registrering av containrar.
Den efterföljande typkoden kan U,J eller Z där U=Fraktcontainer, J=container-relaterat löstagbart utrustning och Z=Trailer eller chassi.

## Serienummer
Serienummer ska bestå av 6 siffror och sätts av containerägaren.

## Kontrollsiffra
Beräknas på Ägaridentitet och Serienummer och skrivs ofta inom en ruta efter serienumret.
Beräkning görs genom att först varje tecken i ägarkod och serienummer ersätts av värden ut tabell nedan.
| Ägarkod | Ägarkod | Ägarkod | Ägarkod | Serienummer | Serienummer |
| Tecken  | Värde   | Tecken  | Värde   | Tecken      | Värde       |
| ------- | ------- | ------- | ------- | ----------- | ----------- |
| A       | 10      | N       | 25      | 0           | 0           |
| B       | 12      | O       | 26      | 1           | 1           |
| C       | 13      | P       | 27      | 2           | 2           |
| D       | 14      | Q       | 28      | 3           | 3           |
| E       | 15      | R       | 29      | 4           | 4           |
| F       | 16      | S       | 30      | 5           | 5           |
| G       | 17      | T       | 31      | 6           | 6           |
| H       | 18      | U       | 32      | 7           | 7           |
| I       | 19      | V       | 34      | 8           | 8           |
| J       | 20      | W       | 35      | 9           | 9           |
| K       | 21      | X       | 36      |             |             |
| L       | 23      | Y       | 37      |             |             |
| M       | 24      | Z       | 38      |             |             |

Varje erhållet värde med 2^n där n=(position - 1) d.v.s. första positionens faktor är 1, andra 2, tredje 4.
De erhållna värdena summeras sedan samman och divideras med 11.
Den minst signifikanta siffran i den rest (modul) som erhålls i divisionen används sedan som kontrollsiffra.

### Exempel kontrollsiffra
Ägarkod=ACMU, Serienummer=004321
| Ägarkod och serienummer         | A  | C  | M  | U   | 0  | 0  | 4   | 3   | 2   | 1   |        |      |
| Kontrollsiffra ur tabell        | 10 | 13 | 24 | 32  | 0  | 0  | 4   | 3   | 2   | 1   |        |      |
| Faktor 2^n där n=(position - 1) | 1  | 2  | 4  | 8   | 16 | 32 | 64  | 128 | 256 | 512 |        |      |
| Produkt                         | 10 | 26 | 96 | 256 | 0  | 0  | 256 | 384 | 512 | 512 | Summa: | 2052 |

Summan 2052 dividerat med 11 ger resten 6 = Kontrollsiffran

## Landskod
Ofta förekommer märkning med Landskod enligt ISO 3166

## Storlek och Typkoder
Storlekskoden består av 2 tecken där den första är en längdkod och den andra en bredd och höjdkod.
Typkoden består av först en bokstav betecknade containertyp och ett efterföljande tecken som anger egenskaper specifika inom containertypen. Kod 1-4 motsvarar den äldre standardens längdkoder.

### Längdkoder
| Kodtecken | Längd m.m. | Längd fot tum |
| --------- | ---------- | ------------- |
| 1         | 2991       | 10            |
| 2         | 6068       | 20            |
| 3         | 9125       | 30            |
| 4         | 12192      | 40            |
| 5         | Oanvänd    |               |
| 6         | Oanvänd    |               |
| 7         | Oanvänd    |               |
| 8         | Oanvänd    |               |
| 9         | Oanvänd    |               |
| A         | 7150       |               |
| B         | 7315       | 24            |
| C         | 7430       | 24 6          |
| D         | 7450       |               |
| E         | 7820       |               |
| F         | 8100       |               |
| G         | 12500      | 41            |
| H         | 13106      | 43            |
| K         | 13600      |               |
| L         | 13716      | 45            |
| M         | 14630      | 48            |
| N         | 14935      | 49            |
| P         | 16154      |               |
| R         | Oanvänd    |               |

### Höjdkoder
| Höjd   | Höjd    | Kodtecken       | Kodtecken   | Kodtecken  |
| Höjd   | Höjd    | Bredd           | Bredd       | Bredd      |
| m.m.   | fot tum | 2438 mm (8 fot) | <=2500 m.m. | >2500 m.m. |
| ------ | ------- | --------------- | ----------- | ---------- |
| 2438   | 8       | 0               |             |            |
| 2591   | 8 6     | 2               | C           | L          |
| 2743   | 9       | 4               | D           | M          |
| 2895   | 9 6     | 5               | E           | N          |
| >2895  | >9 6    | 6               | F           | P          |
| 1295   | 4 3     | 8               |             |            |
| <=1219 | <=4     | 9               |             |            |

### Typkoder
Typkoder finns i två varianter dels i form av nuvarande standard bestående av en bokstav följt av en siffra eller en äldre med två siffror.

### Tabell med typkoder enligt nyare standard ISO 6346:1995
| Code | Group code | Type | Type code | Principal characteristics                                                                                           |
| ---- | ---------- | --- | --------- | --- |
| G    | GP         | Unventilated general purpose container | G0        | Openings at one or both ends                                                                                        |
|      |            | | G1        | Vents in upper part of cargo space                                                                                  |
|      |            | | G2        | Openings at one or both end(s), plus "full" openings at one or both sides                                           |
|      |            | | G3        | Openings at one or both end(s), plus "partial" openings at one or both sides                                        |
|      |            | | G4        | Spare |
|      |            | | G5        | Spare |
|      |            | | G6        | Spare |
|      |            | | G7        | Spare |
|      |            | | G8        | Spare |
|      |            | | G9        | Spare |
| V    | VH         | General purpose containers with ventilation | V0        | Non-mechanical ventilation at the lower and upper parts of the cargo space                                          |
|      |            | | V1        | Spare |
|      |            | | V2        | Mechanical ventilation installed in the container                                                                   |
|      |            | | V3        | Spare |
|      |            | | V4        | Mechanical ventilation installed outside the container                                                              |
|      |            | | V5        | Spare |
|      |            | | V6        | Spare |
|      |            | | V7        | Spare |
|      |            | | V8        | Spare |
|      |            | | V9        | Spare |
| B    | BU         | Dry bulk containers, non-pressure-resistant | B0        | Closed |
|      |            | | B1        | Airtight |
|      | BK         | Pressurized | B2        | Spare |
|      |            | | B3        | Horizontal discharge, test pressure 150 kPa                                                                         |
|      |            | | B4        | Horizontal discharge, test pressure 265 kPa                                                                         |
|      |            | | B5        | Tipping discharge, test pressure 150 kPa                                                                            |
|      |            | | B6        | Tipping discharge, test pressure 265 kPa                                                                            |
|      |            | | B7        | Spare |
|      |            | | B8        | Spare |
|      |            | | B9        | Spare |
| S    | SN         | Named cargo containers | S0        | Livestock container                                                                                                 |
|      |            | | S1        | Automobile container                                                                                                |
|      |            | | S2        | Living fish container                                                                                               |
|      |            | | S3        | Spare |
|      |            | | S4        | Spare |
|      |            | | S5        | Spare |
|      |            | | S6        | Spare |
|      |            | | S7        | Spare |
|      |            | | S8        | Spare |
|      |            | | S9        | Spare |
| R    | RE         | Thermal containers - refrigerated - refrigerated and heated - self powered refrigerated/heated                                                                | R0        | Mechanically refrigerated                                                                                           |
|      | RT         | | R1        | Mechanically refrigerated and heated                                                                                |
|      | RS         | | R2        | Mechanically refrigerated                                                                                           |
|      |            | | R3        | Mechanically refrigerated and heated                                                                                |
|      |            | | R4        | Spare |
|      |            | | R5        | Spare |
|      |            | | R6        | Spare |
|      |            | | R7        | Spare |
|      |            | | R8        | Spare |
|      |            | | R9        | Spare |
| H    | HR         | Thermal containers - refrigerated and/or heated with removable equipment                                                                                      | H0        | Refrigerated and/or heated with removable equipment located externally, coefficient of heat transfer K=0.4 W/(m2.K) |
|      |            | | H1        | Refrigerated and/or heated with removable equipment located internally                                              |
|      |            | | H2        | Refrigerated and/or heated with removable equipment located externally, coefficient of heat transfer K=0.7 W/(m2.K) |
|      |            | | H3        | Spare |
|      |            | | H4        | Spare |
|      | HI         | | H5        | Insulated, coefficient of heat transfer K=0.4 W/(m2.K)                                                              |
|      |            | | H6        | Insulated, coefficient of heat transfer K=0.7 W/(m2.K)                                                              |
|      |            | | H7        | Spare |
|      |            | | H8        | Spare |
|      |            | | H9        | Spare |
| U    | UT         | Open-top containers | U0        | Opening(s) at one or both end(s)                                                                                    |
|      |            | | U1        | Opening(s) at one or both end(s) plus removable roof in end frame                                                   |
|      |            | | U2        | Opening(s) at one of both end(s) plus opening(s) on one or both sides                                               |
|      |            | | U3        | Opening(s) at one or both end(s) plus opening(s) on one or both sides plus removable top members                    |
|      |            | | U4        | Opening(s) at one or both end(s) plus opening(s) on one side plus full openings on the other side                   |
|      |            | | U5        | Full, solid side and end walls (no doors)                                                                           |
|      |            | | U6        | Spare |
|      |            | | U7        | Spare |
|      |            | | U8        | Spare |
|      |            | | U9        | Spare |
| P    | PL         | Platform (container) - platform based on containers with incomplete superstructure - fixed - folding - platform based containers with complete superstructure | P0        | Platform |
|      | PF         | | P1        | Platform with two complete, fixed end walls                                                                         |
|      |            | | P2        | Platform with fixed posts, either free-standing or with removable top members                                       |
|      | PC         | | P3        | Platform with folding complete end walls                                                                            |
|      |            | | P4        | Platform with folding posts, either free-standing or with removable top members                                     |
|      | PS         | | P5        | Platform, open at the top and ends (skeletal)                                                                       |
|      |            | | P6        | Spare |
|      |            | | P7        | Spare |
|      |            | | P8        | Spare |
|      |            | | P9        | Spare |
| T    | TN         | Tank container for non-dangerous liquids | T0        | Minimum pressure 45 kPa                                                                                             |
|      |            | | T1        | Minimum pressure 150 kPa                                                                                            |
|      |            | | T2        | Minimum pressure 265 kPa                                                                                            |
|      | TD         | Tank container for dangerous liquids | T3        | Minimum pressure 150 kPa                                                                                            |
|      |            | | T4        | Minimum pressure 265 kPa                                                                                            |
|      |            | | T5        | Minimum pressure 400 kPa                                                                                            |
|      |            | | T6        | Minimum pressure 600 kPa                                                                                            |
|      | TG         | Tank container for gases | T7        | Minimum pressure 910 kPa                                                                                            |
|      |            | | T8        | Minimum pressure 2 200 kPa                                                                                          |
|      |            | | T9        | Minimum pressure (yet to be assigned)                                                                               |
| A    | AS         | Air/surface containers | A0        | |

## Vikt och lastvolymangivelser
Max Brutto och tomvikt (Tare) är obligatoriska.
Vanligtvis anges även max lastvikt (Net)
och lastvolym.
Värdena anges både i kg och pund (lb = 0,45359237 kg) respektive kubikmeter och kubikfot (0,02832 m²).
| MAX GROSS | 30 480 KGS   |
| MAX GROSS | 67 200 LBS   |
|           |              |
| TARE      | 3 980 KGS    |
| TARE      | 8770 LBS     |
|           |              |
| NET       | 26 500 KGS   |
| NET       | 58 430 LBS   |
|           |              |
| CU.CAP.   | 76.3 CU.M.   |
| CU.CAP.   | 2 696 CU.FT. |